# Herzl-hegy
A Herzl-hegy (héberül: הר הרצל, Har Hertsel, angolul: Mount Herzl), más néven Emlékezés hegye (héberül: הר הזכרון, Har ha-Zikaron) 834 m magas hegy Jeruzsálem nyugati szélén, a Jeruzsálemi-erdő mellett. Nevét Herzl Tivadarról, a modern politikai cionizmus alapítójáról kapta. Nagy jelentőséggel bír Izrael és a zsidóság számára: itt található Izrael nemzeti temetője és más emlékhelyek, oktatási létesítmények; itt tartják az Izrael Elesettjeinek Emléknapja állami záróünnepségét, valamint a Függetlenség Napja ünnepségsorozatának megnyitóját. Az emlékhely működtetője a Cionista Világszervezet (World Zionist Organization).

## Nemzeti temető

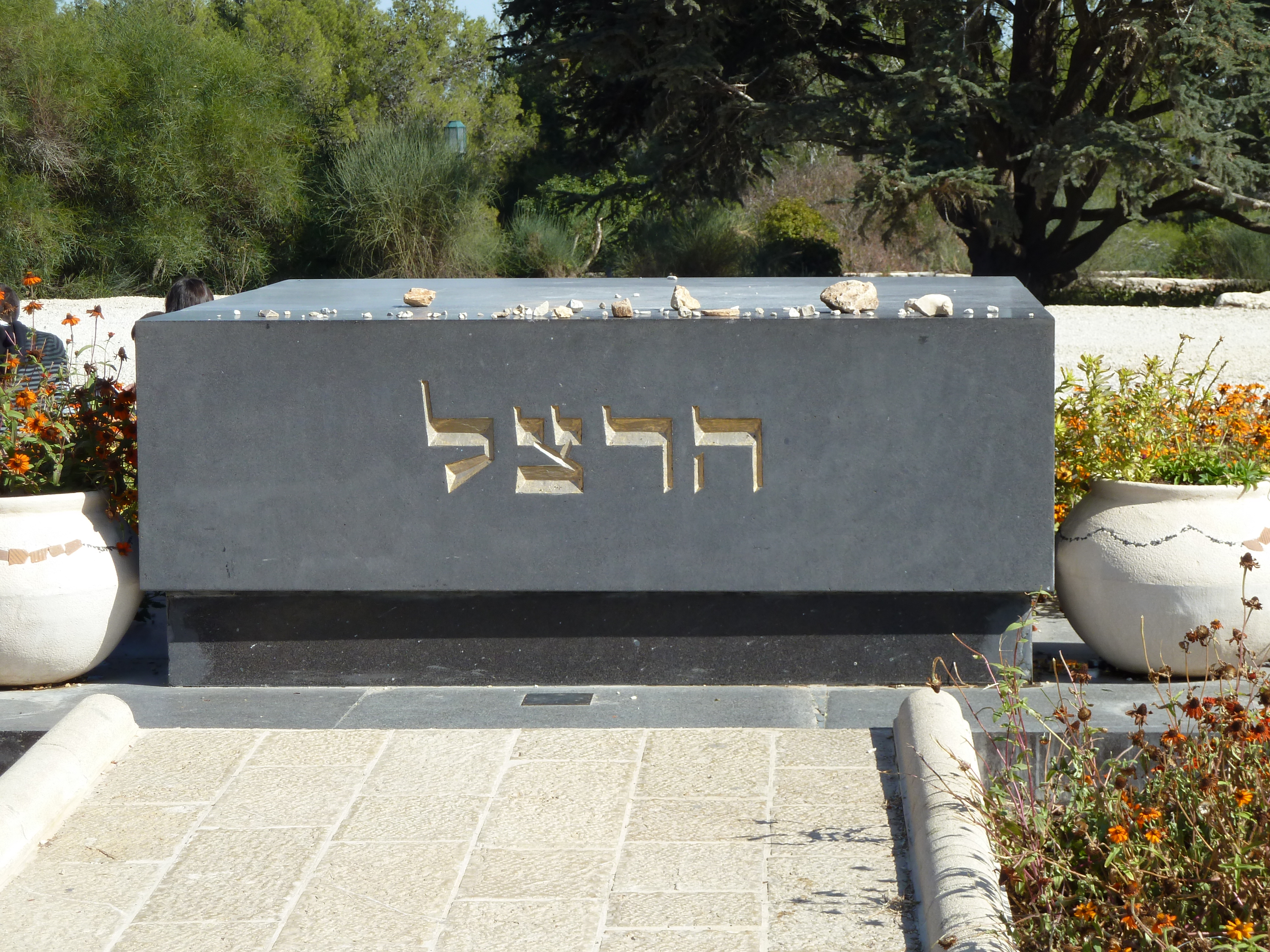
Herzl Tivadar sírja

Izrael Állam megalakulása után a hegyen Nemzeti Panteont alakítottak ki, és itt, a hegy tetején található díszsírhelyen temették el Herzl Tivadart, akinek holttestét végakaratának megfelelően Jeruzsálembe hozták. Fekete márványból készült sírján mindössze neve olvasható négy héber betűvel. Itt nyugszik a családja, valamint a Cionista Világszervezet elnökei is.
Itt temették el Izrael Állam elnökeit, miniszterelnökeit, a Kneszet házelnökeit, valamint más, a kormány által kiválasztott méltóságokat.
A hegy északi oldalán húzódik Izrael nemzeti katonai temetője.

## Múzeumok és oktatási létesítmények
A terület bejáratánál található a Herzl-központ, mely egy korszerű multimédiás bemutatóhely a zsidó állam víziójáról. Bemutatja többek között Herzl bécsi tanulmányait korhű bútorokkal és műtárgyakkal. Közvetlenül mellette interaktív oktatási központ működik.
A Herzl-hegy nyugati oldalán található a holokausztnak emléket állító Jad Vasem múzeum.

## Fordítás
- Ez a szócikk részben vagy egészben a Mount Herzl című angol Wikipédia-szócikk ezen változatának fordításán alapul.  Az eredeti cikk szerkesztőit annak laptörténete sorolja fel. Ez a jelzés csupán a megfogalmazás eredetét és a szerzői jogokat jelzi, nem szolgál a cikkben szereplő információk forrásmegjelöléseként.